# Орден Давида Агмашенебели
Орден Давида Агмашенебели (груз. დავით აღმაშენებლის ორდენი) — государственная награда Грузии, был учреждён решением Парламента Грузии 24 декабря 1992 года. Орден Давида Агмашенебели предназначается для награждения гражданских, военных и духовных лиц за значительные труды на благо Грузии, независимости, демократии и общественной консолидации.

## Положение о награде
Орден Давида Агмашенебели вручается гражданским, военным и духовным лицам за огромный вклад на благо страны, борьбу за независимость Грузии и её возрождение, и значительный вклад в дело социальной консолидации и развитие демократии.

## Награждённые
1. Илия II, католикос-патриарх Грузии (1997 год)
2. Георгий Угулава, мэр Тбилиси (2013 год)[2]
3. Леван Варшаломидзе, бывший председатель правительства Автономной Республики Аджария (2013 год)[2]